# Electron
Electron (раніше відомий як atom shell) — фреймворк, розроблений GitHub. Дозволяє розробляти різні графічні застосунки для настільних операційних систем за допомогою вебтехнологій. Фреймворк включає в себе Node.js для роботи з back-end і бібліотеку рендерингу із Chromium.
Electron дозволяє створювати будь-які графічні застосунки з використанням браузерних технологій, логіка роботи яких визначається на JavaScript, HTML і CSS, а функціональність може бути розширена через систему доповнень. Розробникам доступні модулі Node.js, а також розширений API для формування нативних діалогів, інтеграції застосунків, створення контекстних меню, інтеграції з системою виведення повідомлень, маніпуляції вікнами, взаємодії з підсистемами Chromium.
На відміну від вебзастосунків, програми на базі Electron поставляються у виді самодостатніх виконуваних файлів, не прив'язаних до браузера. При цьому розробнику не потрібно піклуватися про портування застосунків для різних платформ, Electron забезпечить можливість складання для всіх систем, підтримуваних у Chromium. Electron також надає засоби для організації автоматичної доставки й установки оновлень (оновлення можна доставляти як з окремого сервера, так і безпосередньо з GitHub).

## Особливості

### Відмінності від NW.js
Іншим, аналогічним за призначенням, продуктом є NW.js (колишній node-webkit). Останній фактично є об'єднанням node.js із Chromium, і для програміста розробка GUI під NW мало відрізняється від розробки фронтенд-частини вебзастосунку, він працюватиме з набором вебсторінок, в яких запускаються JavaScript-сценарії. В Electron використовується більш низькорівневий підхід, тут точкою входу є JavaScript-код, який уже створюватиме вікно браузера, підвантажувати у нього HTML-код і т. д..

## Застосування
На базі Electron побудовано не тільки текстовий редактор для програмістів Atom, а й такі програмні продукти для розробників, як Visual Studio Code, Light Table (починаючи з версії 0.8), Ionic Lab, Avocode, REPL-консоль Mancy для фреймворків Node.js і Meteor.js, Mongotron — GUI-менеджер для MongoDB. Крім того, на основі цього фреймворку написано клієнтський застосунок чату Slack, настільний клієнт WordPress і багато іншого.
З програм, побудованих на базі платформи Electron можна відзначити редактор Atom, поштовий клієнт Nylas, інструментарій для роботи з Git GitKraken, система аналізу і візуалізації SQL-запитів Wagon, система ведення блогів Wordpress Desktop, BitTorrent-клієнт WebTorrent Desktop, а також офіційні клієнти до таких сервісів, як Skype, Signal, Slack, Basecamp, Twitch, Ghost, Wire, Wrike, Visual Studio Code і Discord. Всього в каталозі програм Electron представлено понад 600 застосунків. Для спрощення розробки нових застосунків підготовлений набір типових демонстраційних застосунків, який включає приклади коду для вирішення різних завдань.

## Дивись також
- NW.js[ru][9]